# 北京车务段
北京车务段是中国铁路北京局集团有限公司下辖段，成立于2006年3月17日，由丰台车务段、保定车务段合并而成，总部位于北京市丰台区正阳大街8号。管内共有49个车站（站管站12个），正线34个站，京广线24个站，京沪线9个站，西长线1个站，支线15个站。辖1个一等站保定站、二等站5个、三等站10个、四等站22个。管辖正线线路里程454.139km，京广线239.300km，京沪线185.639km，京九线9.2km，西长线20km；支线114.919km（京沪京广下联线、良陈线、周支线、房山线、周琉联线、周良联线、黄良线、保满线、满神线）；监管朔黄线163.908km。